# 스티븐 피나르
스티븐 제롬 피나르(아프리칸스어: Steven Jerome Pienaar, 1982년 5월 17일 ~ )는 남아프리카 공화국의 전직 축구 선수이자 현 축구 지도자로 포지션은 공격형 미드필더와 윙어였으며 현재 아랍에미리트의 샤르자 FC 유스팀 감독으로 재직 중이다.

## 선수 시절

### 클럽
1999-2000 시즌을 앞두고 자국 리그인 프리미어 사커 리그의 케이프타운 스퍼스 입단을 통해 프로에 전격 입문한 뒤 2000-01 시즌까지 24경기 6골을 기록하며 1999-2000 시즌 리그 4위, 2001년 CAF컵 8강 진출 등에 일조했다.
그 뒤 2001-02 시즌을 앞두고 네덜란드 에레디비시의 명문 AFC 아약스로 이적하여 2005-06 시즌까지 5시즌동안 공식전 131경기 18골을 기록하며 리그 2회 우승(2001-02, 2003-04) 및 2회 준우승(2002-03, 2004-05), KNVB 베커르 2회 우승(2001-02, 2005-06) 및 2번의 4강 진출(2002-03, 2004-05), 2002-03년 UEFA 챔피언스리그 8강, 2004년 요한 크라위프 스할 준우승 등의 굵직한 성과들을 남겼다.
그리고 2005-06 시즌을 마친 뒤 독일 분데스리가의 보루시아 도르트문트로 트레이드되어 2006-07 시즌 공식전 27경기를 소화했고 2007-08 시즌을 앞두고 잉글랜드 프리미어리그의 에버턴 FC로 임대 이적하여 해당 시즌 공식전 40경기 2골을 기록하며 프리미어리그 2007-08 5위, EFL컵 4강, 2007-08년 UEFA 유로파리그 16강 진출 등에 이바지했다.
이러한 활약에 힘입어 2008-09 시즌을 앞두고 에버턴으로 완전 이적에 성공한 후 2010-11 시즌 중반까지 공식전 133경기 12골을 기록하며 2008-09 시즌 잉글랜드 FA컵 준우승에 기여했고 그 후 토트넘 홋스퍼로 임대 이적하여 2011-12 시즌 초반까지 공식전 18경기를 소화했다.
그리고 2011-12 시즌 초반 무렵 임대 이적을 통해 에버턴으로 복귀한 이후 14경기 4골을 기록한 뒤 2012-13 시즌을 앞두고 79억원의 이적료로 완전 이적을 성립시킨 뒤 2015-16 시즌까지 공식전 82경기 8골을 기록하며 2014-15년 UEFA 유로파리그 16강, 2015-16 시즌 잉글랜드 FA컵과 EFL컵 4강에 일조하는 등 5시즌동안 에버턴의 핵심 미드필더로 활약했다.
그 후 에버턴을 떠나 선덜랜드 AFC로 이적하여 2016-17 시즌 공식전 17경기를 소화한 뒤 2016-17 시즌을 끝으로 16년간의 유럽 생활을 마감했고 2017-18 시즌에 자국 리그의 비드베스트 비츠에서 활동하다가 2017-18 시즌을 끝으로 18년간의 선수 생활에 마침표를 찍었다.

### 국가대표팀
AFC 아약스 소속이던 2002년 5월 23일 튀르키예와의 친선 경기에서 남아공 A대표팀 소속으로 국제 A매치 데뷔전을 치른 뒤 같은 해에 열린 2002년 FIFA 월드컵 본선 엔트리에 합류하여 비록 1경기도 출전하지 못했으나 남아공 역사상 월드컵 첫 승의 감격을 누렸다.
그로부터 2년 뒤인 2004년 7월 3일 고향에서 열린 부르키나파소와의 2006년 FIFA 월드컵 아프리카 지역 2차 예선 2조 3차전 홈 경기에서 A매치 데뷔골을 신고하며 팀의 2-0 완승과 함께 2006년 아프리카 네이션스컵 본선 진출의 물꼬를 틀었으나 팀은 가나에 밀려 3회 연속 월드컵 본선 진출에는 실패했다.
이후 자국에서 열린 2010년 FIFA 월드컵 본선 조별리그 3경기에 모두 출전했고 특히 전 대회 준우승팀인 프랑스와의 A조 조별리그 최종전에서 8년만의 남아공의 월드컵 승리의 감격과 동시에 프랑스의 통산 6번째 월드컵 조별리그 탈락의 굴욕을 선사했으며 2012년 10월 2일 A매치 통산 61경기 3골의 성적을 남기고 국가대표팀 유니폼을 벗었다.

## 지도자 경력
2019년 SV 로빈후드의 수석 코치로 부임하며 본격적인 지도자 커리어를 시작한 이후 같은 해 9월에는 UEFA A 라이선스를 취득했고 이듬해인 2020년부터 2024년까지 친정팀인 AFC 아약스 유스팀의 감독을 역임한 뒤 2024년 아랍에미리트의 샤르자 FC 유스팀의 감독으로 취임했다.

## 대회 성적

### 클럽
AFC 아약스
- 에레디비시 : 우승 (2001-02, 2003-04), 준우승 (2002-03, 2004-05)
- KNVB 베커르 : 우승 (2001-02, 2005-06), 4강 (2002-03, 2004-05)
- 요한 크라위프 스할 : 준우승 (2004)

 에버턴 FC
- 잉글랜드 FA컵 : 준우승 (2008-09), 4강 (2015-16)
- EFL컵 : 4강 (2007-08, 2015-16)

### 개인 수상
- 케이프타운 스퍼스 올해의 영플레이어 : 2000
- AFC 아약스 올해의 재능 : 2002-03
- UEFA 챔피언스리그 어시스트상 : 2005-06
- 남아프리카 공화국 축구 협회 선정 올해의 선수 : 2009
- 에버턴 FC 올해의 선수 : 2009-10